# Stagefright (Album)
Stagefright ist das zweite Album der New-Wave-of-British-Heavy-Metal-Band Witchfynde. Es erschien im Oktober 1980, etwa acht Monate nach dem Debütalbum Give ’Em Hell, wieder via Rondelet Records. Das Album wurde 2005 noch einmal durch Cherry Red Records/Lemon Records veröffentlicht.
Während Give ‘em Hell ein für damalige Verhältnisse raues Album war, hatte Witchfynde auf Stagefright einiges an Härte verloren, was bei Liedern wie Moon Magic oder Doing the Right Thing hörbar ist, außerdem fällt es mit kürzeren Stücken im Vergleich zu seinem Vorgänger weniger progressiv aus. Dennoch ebnete das Album den Weg für Witchfynde hin zur breiten Masse und brachte der Band Headliner-Tourneen ein.
Eine weitere Änderung war, dass nun anstelle von Andro Coulton Pete Surgey den Bass übernahm. Coulton stieg kurz vor der Veröffentlichung von Stagefright wegen musikalischer Differenzen aus.
Aus dem Album wurde die Single In the Stars / Wake Up Screaming ausgekoppelt.

## Titelliste
1. Stagefright – 4:40
2. Doing the Right Thing – 4:59
3. Would Not Be Seen Dead in Haven – 4:43
4. Wake Up Screaming – 4:28
5. Big Deal – 3:47
6. Moon Magic – 3:40
7. In the Stars – 3:38
8. Trick or Treat – 4:36
9. Madeleine – 4:32